# Rudi van Vuuren
Pour les articles homonymes, voir Van Vuuren.
Rudolph Janse van Vuuren, né le 20 septembre 1972 à Windhoek (Namibie), est un sportif namibien.
Il est connu pour être à la fois joueur de rugby à XV et de cricket et avoir joué avec l'équipe de Namibie la Coupe du monde de rugby 2003 après avoir joué la Coupe du monde de cricket 2003 avec sa sélection nationale en Afrique du Sud en mars.
Il évolue au poste de demi d'ouverture ou de centre (1,88 m et 96 kg).
Rudi van Vuuren est né en Namibie mais il a grandi en Afrique du Sud.
Il exerce la profession de médecin.

## Carrière

### En tant que joueur de rugby à XV

#### En club
Stade Aurillacois

#### En équipe nationale
Il a effectué son premier test match avec les Namibiens le 15 juin 1997 à l’occasion d’un match contre l'équipe du Zimbabwe.
Il a disputé la coupe du monde 2003 (1 match, 0 comme titulaire).

### En tant que joueur de cricket
Il disputa 5 matchs de type One-day International (ODI) avec l'équipe nationale de Namibie, tous en 2003.
À ce jour, il est le seul joueur namibien à avoir pris 5 wickets au cours d'un seul ODI, contre l'Angleterre.
Il joua également un total douze matchs au cours des ICC Trophy joués en 1997 et 2003.
Lors de la Coupe du monde de cricket 2003, il réalisa la pire performance pour un lanceur au cours d'un over (série de six lancers de balle) en match de Coupe du Monde : l'australien Darren Lehmann parvint en effet à marquer 28 runs en un seul over de Rudi van Vuuren.

## Palmarès

### En tant que joueur de rugby à XV

#### Avec les Namibiens
(au 31/12/2005)
- 7 sélections
- 2 essais, 13 transformations, 6 pénalités
- 54 points
- Sélections par saison : 1 en 1997, 2 en 1998, 1 en 2000, 2 en 2002, 1 en 2003.